# Winnipeg—Assiniboine
Pour les articles homonymes, voir Winnipeg (homonymie) et Assiniboine.
Winnipeg—Assiniboine fut une circonscription électorale fédérale du Manitoba, représentée de 1979 à 1988.
La circonscription de Winnipeg—Assiniboine a été créée en 1976 avec des parties de Portage, Winnipeg-Sud et Winnipeg-Sud-Centre. Abolie en 1987, elle fut redistribuée parmi Winnipeg-Sud, Winnipeg-Sud-Centre et Winnipeg—St. James.

## Géographie
En 1976, la circonscription de Winnipeg—Assiniboine comprenait:
- Une partie de la cité de Winnipeg, bordée par la rivière Assiniboine

## Députés
1. 1979-1988 — A. Daniel McKenzie, PC

- PC = Parti progressiste-conservateur